# Schizobopyrina striata
Schizobopyrina striata är en kräftdjursart som först beskrevs av Hugo Frederik Nierstrasz och Brender a Brandis1929.  Schizobopyrina striata ingår i släktet Schizobopyrina och familjen Bopyridae. Inga underarter finns listade i Catalogue of Life.